# Rumont (Moza)
Rumont – miejscowość i gmina we Francji, w regionie Grand Est, w departamencie Moza.
Według danych na rok 1990 gminę zamieszkiwały 103 osoby, a gęstość zaludnienia wynosiła 16 osób/km² (wśród 2335 gmin Lotaryngii Rumont plasuje się na 942. miejscu pod względem liczby ludności, natomiast pod względem powierzchni na miejscu 882.).